# Лазарев, Иван Владимирович (саночник)
Иван Владимирович Лазарев (р. 4 ноября 1983 года, Кандалакша, Мурманская область) — российский саночник, выступающий в дисциплине натурбан, многократный чемпион мира и Европы. Заслуженный мастер спорта (2006).

## Биография
С детства занимался лыжнями гонками. По его словам, впервые он увидел саночников на тренировке на Крестовой горе 12 января 1992 года. Тренер Андрей Иванович Кныр заметил интерес Ивана и пригласил восьмилетнего мальчика в свою секцию.
В том же 1992 году, через два месяца после начала тренировок, Лазарев принял участие в детских городских соревнованиях и вошёл во вторую десятку. По словам спортсмена, такое быстрое включение в соревновательный процесс помогло ему сделать выбор в пользу натурбана. Однако, в течение последующих полутора лет Иван параллельно занимался как лыжами, так и санным спортом.
Первым значимым успехом в соревнованиях сам саночник считает третье место в «одиночке» на первенстве отечественной федерации натурбана в 1996 году. В том же году Иван начал тренировки в «двойке» в команде с Павлом Поршневым. А в 1998 году, через полтора года после начала тренировок, этот экипаж завоевал Кубок России.
Иван Лазарев в 1998 году был включён в состав российской юниорской команды, а с 2000 года вошёл в основной состав сборной команды страны.
По признанию спортсмена, он и его напарник получали предложения перейти в другую соревновательную дисциплину — кунстбан, которая входит в программу Зимних Олимпийских игр. Но саночники остались верны своему тренеру.
В 2006 году окончил физкультурный факультет Мурманского государственного педагогического института, в 2010 году получил второе высшее образование в Мурманском государственном техническом университете.
Иван Лазарев и его напарник Павел Поршнев с 2006 года являются военнослужащими и выступают за 77-й спортивный клуб Северного флота.
Увлекается сноубордом и горными лыжами.